# Aelurillus steinmetzi
Aelurillus steinmetzi är en spindelart som beskrevs av Metzner 1999. Aelurillus steinmetzi ingår i släktet Aelurillus och familjen hoppspindlar. Inga underarter finns listade i Catalogue of Life.